# Titus Vestricius Spurinna (haruspice)
Pour les articles homonymes, voir Titus Vestricius Spurinna.
Titus Vestricius Spurinna est un haruspice, un devin  étrusque, célèbre pour avoir prévenu Jules César de se méfier des ides de Mars, avant son assassinat.
Le matin du 15, sa femme Calpurnia a rêvé de sa mort et lui demande de ne pas se rendre au Sénat. César hésite mais Decimus Brutus, venu le chercher chez lui, le persuade de venir. Peu avant d'entrer au Sénat, l'un de ses agents informateurs, Artémidore, lui tend une supplique donnant tous les noms des conspirateurs. César la prend sans la lire. Il apostrophe alors Spurinna :

« Les ides de mars sont arrivées, déclare-t-il.
– Oui, mais elles ne sont pas encore passées, répond le devin. »